# Procloeon inanum
Procloeon inanum är en dagsländeart som först beskrevs av Mcdunnough 1924.  Procloeon inanum ingår i släktet Procloeon och familjen ådagsländor. Inga underarter finns listade i Catalogue of Life.